# Lautertal-Limes

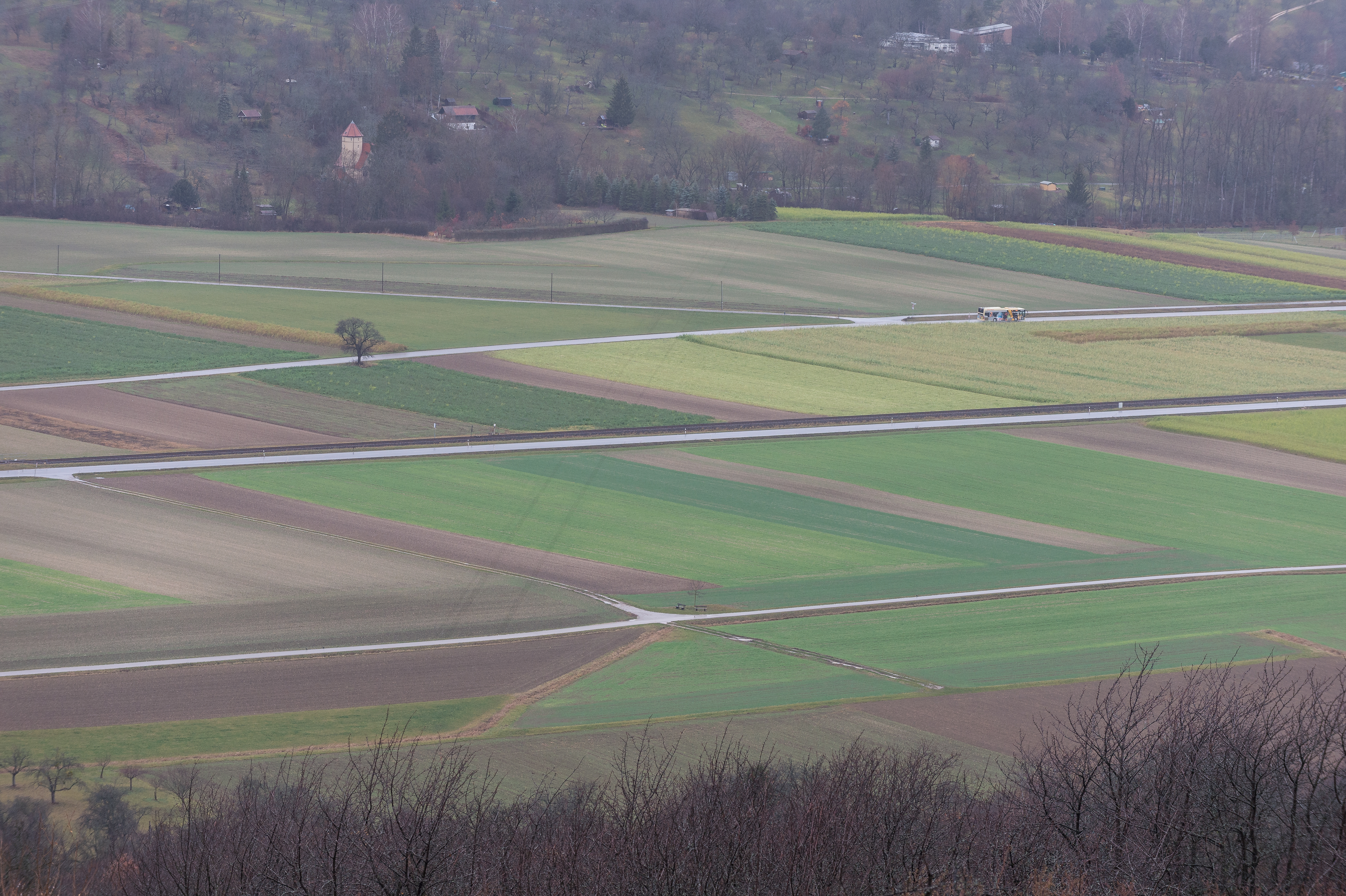
Die "Sibyllenspur" im Lautertal zwischen Owen und Dettingen unter Teck

Der Lautertal-Limes (auch: Sibyllenspur oder Sybillenspur) ist eine römische Grenzbefestigung des frühen 2. Jahrhunderts zwischen Neckar und der Schwäbischen Alb. Er erstreckt sich über eine Länge von 23 Kilometern, in schnurgerader Linie verlaufend, von der heutigen Gemeinde Köngen am Neckar (lateinisch: Grinario) im Nordwesten bis Donnstetten (lateinisch: Clarenna) auf der Schwäbischen Alb im Südosten.

## Forschungsgeschichte
Das Sibyllenspur genannte, rund 600 Meter lange streifenförmige Bewuchsmerkmal im Lautertal zwischen Dettingen und Owen war schon lange bekannt. Es wurde in der Vergangenheit verschieden gedeutet und auch mit einer Sage belegt, nach der es die Spur des Wagens der Sibylle sei. Bodenkundler und Geologen sahen in dem Streifen eine geologische Störung beziehungsweise vermuteten einen von Menschenhand geschaffenen alten Prozessionsweg oder eine Straße. Erste Untersuchungen erfolgten im Jahre 1976 durch den Bodenkundler und Geologen Siegfried Müller in Zusammenarbeit mit dem Schwäbischen Albverein. Der Befund dieser Untersuchung ergab ein Bodendenkmal einer geradlinigen Grabenanlage, das durch einen Scherbenfund als römisch klassifiziert wurde. Der Kirchheimer Heimatforscher Eugen Schweitzer brachte die These, dass die Sibyllenspur als Limes ein Teil des großen europäischen Limitationsnetzes ist, ins Gespräch.
Im Juli des trockenen Sommers 1976 wurde durch die luftbildarchäologische Prospektion von Walter Sölter das Kleinkastell auf dem Hasenhäuslesberg bei Donnstetten entdeckt. Dieser Fund verstärkte die These eines römischen Limes zwischen Köngen und Donnstetten. Diese These wurde im selben Jahr durch den damaligen archäologischen Denkmalpfleger im Regierungsbezirk Stuttgart, Dieter Planck, bestätigt, der ebenfalls Luftbildaufnahmen aus dem Jahr 1976 von Alfred Brugger auswertete. Jedoch konnte die These des Limitationsnetzes archäologisch nicht nachgewiesen werden. 1978 wurde die Sibyllenspur erstmals durch Eugen Schweitzer als „Limes im Lautertal, der den Neckarlimes von Kastell Köngen mit dem Alblimes bei Kastell Donnstetten“ verbindet, bezeichnet. Weitere Untersuchungen ergaben, dass der Lautertal-Limes aus einer Palisade und drei parallelen Gräben bestand. Anders als beim Obergermanisch-Raetischen Limes, der mit zwei Gräben geschützt war, verlaufen hier die Gräben auf der Außenseite der Palisade.
Durch Luftbildaufnahmen von Alfred Brugger wurde hinter dem Limes das Kastell Dettingen unter Teck entdeckt. Die nachfolgenden archäologischen Ausgrabungen des Landesdenkmalamtes Baden-Württemberg im Jahre 1982 zeigten, dass es sich bei dem Befund um ein römisches Militärlager zum direkten Schutz des Lautertal-Limes handelte.

## Limes

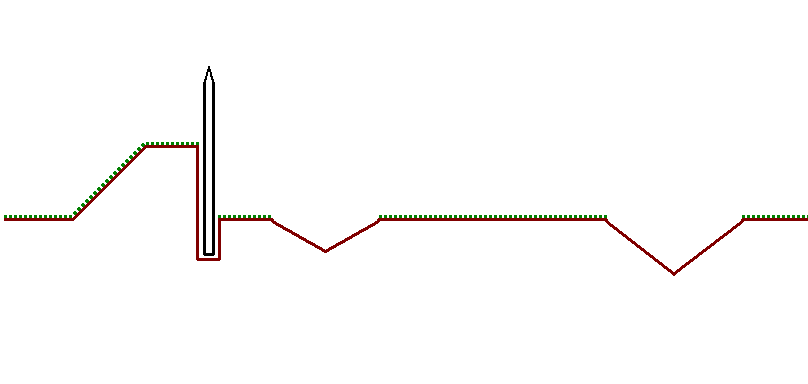
Maßstabsgetreuer Rekonstruktionsversuch der Limesbefestigung im Lautertal

Eine Ausgrabung des Landesdenkmalamtes Baden-Württemberg im Jahre 1982 hatte folgendes Ergebnis: Die Sibyllenspur besteht aus drei parallelen Gräben, von denen der äußere Graben (1) im Nordosten ein 3,20 Meter breiter und 1,60 Meter tiefer Spitzgraben ist. Nach Südwesten folgt im Abstand von 6 Metern ein 2,60 Meter breiter und 1,4 Meter tiefer Spitzgraben (2) und hinter diesem im Abstand von 1,5 Metern ein 70 Zentimeter breiter und 1,10 Meter tiefer Sohlgraben (3), in dem Holzpfosten einer Palisade standen. Es handelt sich um eine Holzwand auf der Feindseite, gegen die auf der Innenseite vermutlich ein Erdwall (vallum) angeschüttet war. Die Ausgrabung bestätigte das auf dem Luftbild von Dieter Planck erkannte Kleinkastell hinter den Gräben.
Bei diesen Ausgrabungen wurden im Graben zwei Bruchstücke von Terra-Sigillata-Gefäßen gefunden. Die Sigillata konnte aufgrund des Manufaktursiegels dem Töpfer Satto der Terra Sigillata-Manufaktur in Schemmerich bei Falkenberg in Gallia Belgica um das Jahr 120 bis 130 n. Chr. zugeordnet werden.
Der Befund klassifiziert die Sibyllenspur mit ihren beiden Spitzgräben und der Holz-Erde-Mauer als die lange gesuchte Verbindung des domitianischen Neckarlimes mit dem Alblimes.

## Geschichte
Diese Befestigung, die den Neckarlimes mit dem Alblimes verband, ist vermutlich im oder bald nach dem Jahre 98 n. Chr. unter Kaiser Trajan zusammen mit dem Neckar-Odenwald-Limes errichtet worden. Der Lautertal-Limes wurde bereits im 2. Jahrhundert wieder aufgegeben, terminus post quem ist die Zeit um 125 n. Chr., weil sich in der Verfüllung der Gräben oben genannte Scherben aus den Jahren 120/130 n. Chr. fanden.
Diese Datierung hat zu der Annahme geführt, dass die Aufgabe des Lautertal-Limes zeitlich und sachlich mit der Vorverlegung der Grenze der römischen Provinz Raetia von der Linie Kastell Donnstetten (Clarenna) – Kastell Urspring (Ad Lunam) – Kastell Heidenheim (Aquileia) – Donau (Danuvius) um rund 40 Kilometer nach Norden zusammenhängt. Dieser Vorgang, der noch nicht im Einzelnen erforscht ist, fand um das Jahr 122 n. Chr. unter Kaiser Hadrian statt. In Köngen wurde um 125 n. Chr. das bisherige hölzerne Kastell durch ein Steinkastell ersetzt, auch diese Baumaßnahme kann durchaus mit der Einebnung des Lautertal-Limes und der Verschiebung der Grenze in Rätien zusammenhängen.
Der Architekt Eugen Schweitzer spekulierte in seiner Dissertation, dass der Lautertal-Limes als decumanus maximus eine Hauptorientierungsachse für die Vermessung des neu hinzugewonnenen Gebietes zwischen Neckar und Schwäbischer Alb gewesen sein könnte und mit dem vom römischen Historiker Tacitus erwähnten „Limes als Begrenzung der Bucht des römischen Imperiums“ zu identifizieren wäre. In diesem Zusammenhang ist bemerkenswert, dass die decumani maximi der Neckarkastelle Köngen (Grinario) und Cannstatt gleich ausgerichtet sind. Der Lautertal-Limes könnte namensgebend für die Agri decumates gewesen sein.

## Der Grenzverlauf im Bereich des Lautertal-Limes
Ungeklärt ist jedoch der römisch-germanische Grenzverlauf in der Zeit um 125 bis 159 n. Chr. zwischen Cannstatt bzw. Köngen im Westen und Lorch im Osten.
- Möglich ist der Verlauf direkt in West-Ost-Richtung von Cannstatt nach Lorch, also durch das Remstal. Dort verlief spätestens seit der Vorverlegung des Limes um 159/160 n. Chr. eine römische Straße. Diese könnte aber auch schon einige Jahre zuvor existiert und in dieser für die Römer in Germanien ruhigen Zeit ohne weiteren militärischen Schutz die Grenze des Imperiums markiert haben.
- Ebenso möglich ist der Grenzverlauf von Köngen an ostwärts durch das Filstal. Für diesen Verlauf spricht der steinerne Ausbau des Kastells Köngen um 125 n. Chr., denn für ein Kastell im Hinterland hätte sich dieser Ausbau kaum gelohnt, sowie die Existenz des – bislang nicht datierten – Kastells Eislingen-Salach im Filstal rund 15 Kilometer südlich von Lorch. Dieses Kastell war laut Luftbild-Befund ein reines Holz-Erde-Kastell, das nie in Stein ausgebaut wurde, was klar für eine kurze Nutzungsdauer spricht. Es markierte wohl auch die Grenze zwischen Obergermanien und Rätien; es ist bislang unbekannt, welcher Provinz es zugehörte, welche Einheit dort lag und wie sein lateinischer Name war.

Eine Hauptfunktion des Lautertal-Limes war offenbar die Sicherung der Römerstraße zwischen Köngen und Urspring, die ein Teil der strategisch wichtigen Fernverbindung Mainz-Augsburg war und in diesem Abschnitt zur Albhöhe aufstieg. Merkwürdig ist der Umstand, dass diese Straße nordöstlich der Befestigung verlief, also außerhalb der durch den Limes markierten und geschützten Grenze des Imperium Romanum (vgl. Alblimes).
Diese Beobachtung hat zu dem Einwand geführt, dass die Bezeichnung Limes für diese Grenzbefestigung nicht ganz exakt sei, da genau genommen die in Sichtweite nordöstlich davon verlaufende Straße die Grenze des Imperiums, also den Limes, gebildet habe.

## Die Sage von der Sibylle von der Teck
Um die Sibyllenspur rankt sich die Sage von der Sibylle von der Teck. Danach soll die im Sibyllenloch, einer Höhle des Teckbergs am Fuß der Burg Teck wohnende Sibylle von der Teck diese Spur mit ihrem Wagen verursacht haben, als sie aus Gram über ihre drei missratenen Söhne auf einem von riesigen Katzen gezogenen Wagen die Teck querfeldein für immer verließ.

### Monographien
- Rolf Götz: Die Sibylle von der Teck, Die Sage und ihre Wurzeln im Sibyllenmythos. (Schriftenreihe des Stadtarchivs Kirchheim unter Teck, Bd. 25). Gottlieb und Osswald, Kirchheim unter Teck 1999. ISBN 3-925589-23-6

### Aufsätze
- Philipp Filtzinger: Limesmuseum Aalen. (Schriften des Limesmuseums Aalen, 26). Gesellschaft für Vor- u. Frühgeschichte in Württemberg und Hohenzollern e. V., Stuttgart 1971.
- Walter A. Koch: Der Sagenkranz um Sibylle von der Teck. In: Sonderdruck aus der Teck-Rundschau Jahrgang 1951, Nrn. 293, 297 und 300. Gottlieb & Oswald, Kirchheim/Teck 1951.
- Walter A. Koch: Der Sagenkranz um Sibylle von der Teck. 4. Auflage. Spieth, Stuttgart 1986. ISBN 3-88093-001-5
- Ernst Meier: Deutsche Sagen, Sitten und Gebräuche aus Schwaben. S. 22f. Metzler, Stuttgart 1852.
- Siegfried Müller: Altes und Neues von der Sibyllenspur. In: Blätter des Schwäbischen Albvereins, 83. S. 180f. Schwäbischer Albverein, Stuttgart und Tübingen, 1977.
- Dieter Planck: Ein neuer römischer Limes in Württemberg. In: Landesdenkmalamt Baden-Württemberg u. a. (Hrsg.): Archäologische Ausgrabungen Baden-Württemberg 1982. S. 97ff.  Theiss, Stuttgart 1983.
- Dieter Planck: Dettingen unter Teck. Lautertallimes. In: Dieter Planck (Hrsg.): Die Römer in Baden-Württemberg. S. 61–63 Theiss, Stuttgart 2005. ISBN 3-8062-1555-3
- Dieter Planck: Dettingen unter Teck. Lautertallimes. In: Philipp Filtzinger, Dieter Planck, Bernhard Cämmerer (Hrsg.): Die Römer in Baden-Württemberg. 3. Auflage, S. 268–270. Theiss, Stuttgart 1986. ISBN 3-8062-0287-7
- Eugen Schweitzer: Beiträge zur Erforschung römischer Limitationsspuren in Südwestdeutschland. S. 24ff. Dissertation, Fakultät Architektur und Stadtplanung der Universität Stuttgart, Stuttgart 1983.
- Eugen Schweitzer: Vermutungen über die Sibyllenspur In: Schwäbische Heimat. Zeitschrift des Schwäbische Heimatbundes. Jg. 29, Heft 1, S. 42. TC Druck, Stuttgart 1978.